# Gin Blossoms

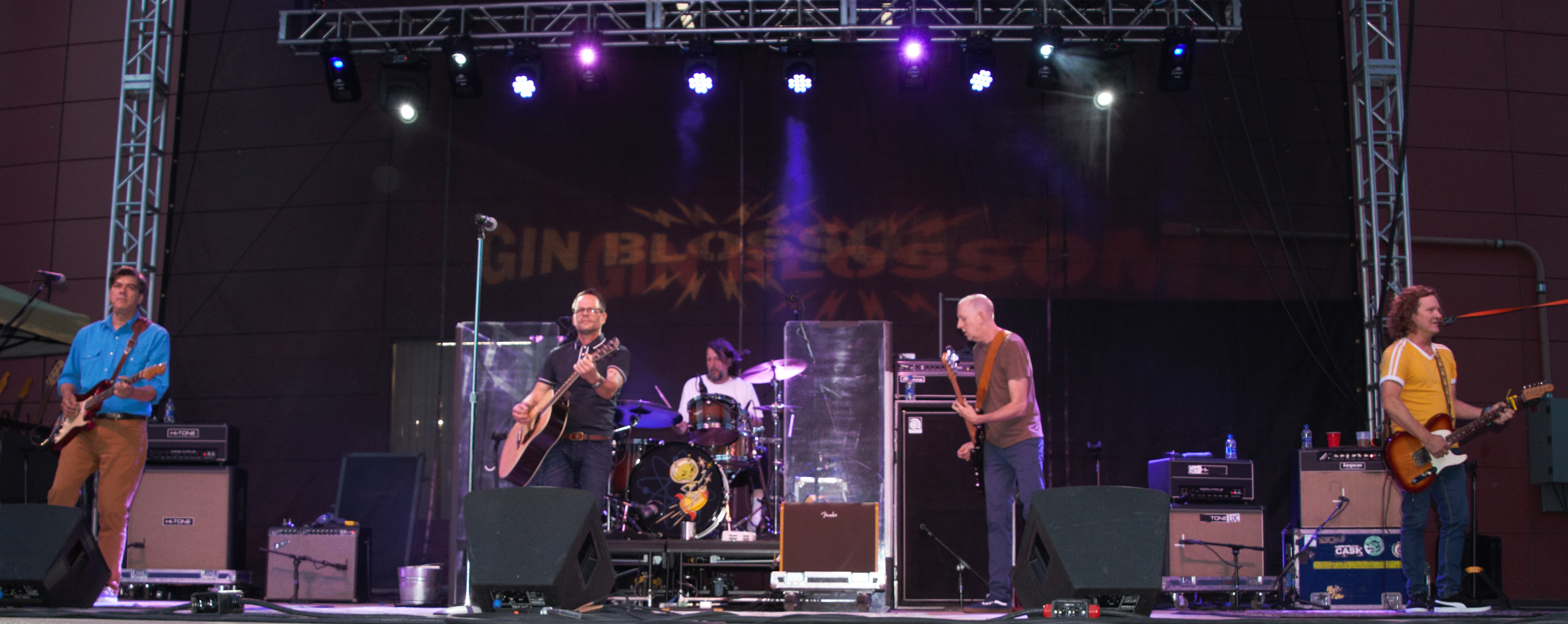
Gin Blossoms en concert au "Mayo Civic Center" à Rochester, Minnesota, Etats-Unis.

Gin Blossoms est un groupe de rock alternatif américain formé en 1987 à Tempe, en Arizona. Il a pris de l'importance après la sortie en 1992 de son premier album de label majeur, New Miserable Experience, et du premier single sorti de cet album, Hey Jealousy. Hey Jealousy est devenu un succès au palmarès des 25 chansons les plus populaires. 